# シェイ＝リーン・ボーン
シェイ＝リーン・ボーン（Shae-Lynn Bourne、1976年1月24日 - ）は、カナダの女性元フィギュアスケート選手（アイスダンス）。現在はフィギュアスケートコーチ、振り付け師として活動。2003年世界フィギュアスケート選手権アイスダンスチャンピオン、四大陸フィギュアスケート選手権優勝3回、ISUグランプリファイナル優勝2回、カナダフィギュアスケート選手権優勝8回、パートナーはヴィクター・クラーツ。初めてアイスダンスの世界選手権を制したヨーロッパ以外のカップルである。

## 経歴
1983年、7歳のときにスケートを始めた。当初、アンドリュー・バートレフと組みペア選手として活動していたが、1991-1992年シーズンよりヴィクター・クラーツにパートナーを変更し、アイスダンスへ転向した。
2001/2002シーズンのフリーダンスをマイケル・ジャクソンの楽曲で構成した「マイケル・ジャクソン・メドレー」という、今までのフィギュアスケートには無い斬新な演目を行い、ソルトレークオリンピックのフリーダンスに臨んだ。先に滑走をしたフーザル＝ポリ・マルガリオ組が演技中に転倒したためメダルの獲得のチャンスがあったが、演技のフィニッシュのところでクラーツが転倒し、4位となりメダル獲得とはならなかった。
2003年世界フィギュアスケート選手権で初優勝を果たした。その後パートナーのクラーツとプロに転向するか、アマチュアを続けるかで意見が分かれ（ボーンはプロに転向したがっていた）、2003年10月21日にカップルを解消し、現役を引退してプロに転向した。プロ転向後、ボーンはシングルアイスダンサーとしてスターズ・オン・アイスやチャンピオンズ・オン・アイスに参加していたが、2007年に旧知だった荒川静香に請われ振り付けを初めて担当、以降は振付師として活動を始めた。以降、鈴木明子・髙橋大輔・羽生結弦のプログラムを担当し、世界的な人気振付師となった一方で、地元カナダ選手のコーチとしても活動をしている。
私生活では2005年8月12日、コーチであったニコライ・モロゾフと結婚したが、2007年に離婚。2011年にトロント在住のカメラマン・ミュージシャンのBohdan Turok氏と再婚している。

## ハイドロ・ブレーディング
- エッジを深く倒し、姿勢を低く、かつほとんど水平に傾けた状態で滑る動作。ムーヴズインザフィールドのひとつ。いくつかの変化型がある。彼らが行ったもののうち、有名なものはお互い折り重なって体重を支え合いながら弧を描くもの。時に肘や手で氷面に触れてバランスも取った。この技は彼ら２人が開発したものではないが90年代に彼らがフリースケーティングでほぼ必ず取り入れた技で有名になった。

## 主な戦績
| 大会/年      | 92-93 | 93-94 | 94-95 | 95-96 | 96-97 | 97-98 | 98-99 | 99-00 | 00-01 | 01-02 | 02-03 |
| ------------ | ----- | ----- | ----- | ----- | ----- | ----- | ----- | ----- | ----- | ----- | ----- |
| オリンピック |       | 10    |       |       |       | 4     |       |       |       | 4     |       |
| 世界選手権   | 14    | 6     | 4     | 3     | 3     | 3     | 3     |       | 4     | 2     | 1     |
| 四大陸選手権 |       |       |       |       |       |       | 1     |       | 1     |       | 1     |
| カナダ選手権 | 1     | 1     | 1     |       |       | 1     | 1     |       | 1     | 1     | 1     |
| GPファイナル |       |       |       | 5     | 1     | 2     |       | 5     |       | 1     |       |

戦績はヴィクター・クラーツと組んで以降。

### 詳細
| 2002-2003 シーズン |                                                      |    |    |    |      |
| 開催日             | 大会名                                               | CD | OD | FD | 結果 |
| 2003年3月24日-30日 | 2003年世界フィギュアスケート選手権（ワシントンD.C.） | 1  | 2  | 1  | 1    |
| 2003年2月10日-16日 | 2003年四大陸フィギュアスケート選手権（北京）         | 1  | 1  | 1  | 1    |

## プログラム使用曲
| シーズン  | OD       | FD                                                                            | EX |
| --------- | -------- | ----------------------------------------------------------------------------- | -- |
| 2002-2003 | －       | Anytime, Anywhere ボーカル：サラ・ブライトマン 振付：ニコライ・モロゾフ       |    |
| 2001-2002 | － by － | マイケル・ジャクソンメドレー by マイケル・ジャクソン 振付：タチアナ・タラソワ | － |